# Olá
Olá is een gemeente (in Panama un distrito genoemd) in de provincie Coclé in Panama. In 2015 was het inwoneraantal 7150.
De gemeente bestaat uit devolgende vijf deelgemeenten (corregimiento): Olá (de hoofdplaats, cabecera), El Copé, El Palmar, El Picacho en La Pava.